# 旅ここが知りたい!
『旅ここが知りたい!』（たびここがしりたい）は、1989年1月9日から同年6月26日までテレビ朝日系列局で放送されていたテレビ朝日製作の旅番組である。放送時間は毎週月曜 21:00 - 21:54 （日本標準時）。

## 概要
有名人が1泊2日で日本各地を旅するという内容で、彼らが温泉に入るシーンや宿泊先の旅館やホテルで夕食を取るシーンを大きく取り上げていた。基本的には毎週放送されていたが、春の改編期中には放送休止になることもあった。

## テーマ曲
いずれも姫神のアルバム『姫神風土記』と『決定盤!!姫神/クロニクルベスト』、コンピレーションアルバム『MUSIC ON TV BEST COLLECTION VOL.II』に収録。コンピレーションアルバム『大地の鼓動』シリーズにはどちらか1曲のみが収録されている。
- 風の旅〜砥森の声〜（姫神、オープニングテーマ）[1]
- 春萌え〜せせらぎ清浄〜（姫神、エンディングテーマ）[1]